# Agaton Sax och Byköpings gästabud
Agaton Sax och Byköpings gästabud (originaltitel: Agaton Sax och Byköpings gästabud)

## Svenske stemmer
- Olof Thunberg-Agaton Sax
- Stig Grybe-Kommissarie Lispington
- Isa Quensel-Faster Tilda
- Helge Hagerman-Poliskonstapel Antonsson
- Per Sjöstrand-Julius Mosca /McSnuff
- Leif Liljeroth-Octopus Scott /Amber
- Stig Lasseby-Tänkande August/Datamaskinen
- Bert-Åke Varg-Berättare/Kriminella Element
- Annica Risberg-Vokalist